# Nattam
Nattam är en ort i Indien.   Den ligger i distriktet Dindigul och delstaten Tamil Nadu, i den södra delen av landet, 2 000 km söder om huvudstaden New Delhi. Nattam ligger 252 meter över havet och antalet invånare är 21 888.
Terrängen runt Nattam är huvudsakligen kuperad, men den allra närmaste omgivningen är platt. Runt Nattam är det tätbefolkat, med 266 invånare per kvadratkilometer. Nattam är det största samhället i trakten. Omgivningarna runt Nattam är en mosaik av jordbruksmark och naturlig växtlighet.